# Action libérale populaire
Pour les articles homonymes, voir ALP.
L'Action libérale populaire (ALP), aussi appelé Action libérale, est un parti politique français de la Troisième République représentant les catholiques ralliés à la République. Elle existe de 1902 à 1919.

## Histoire

### Fondation

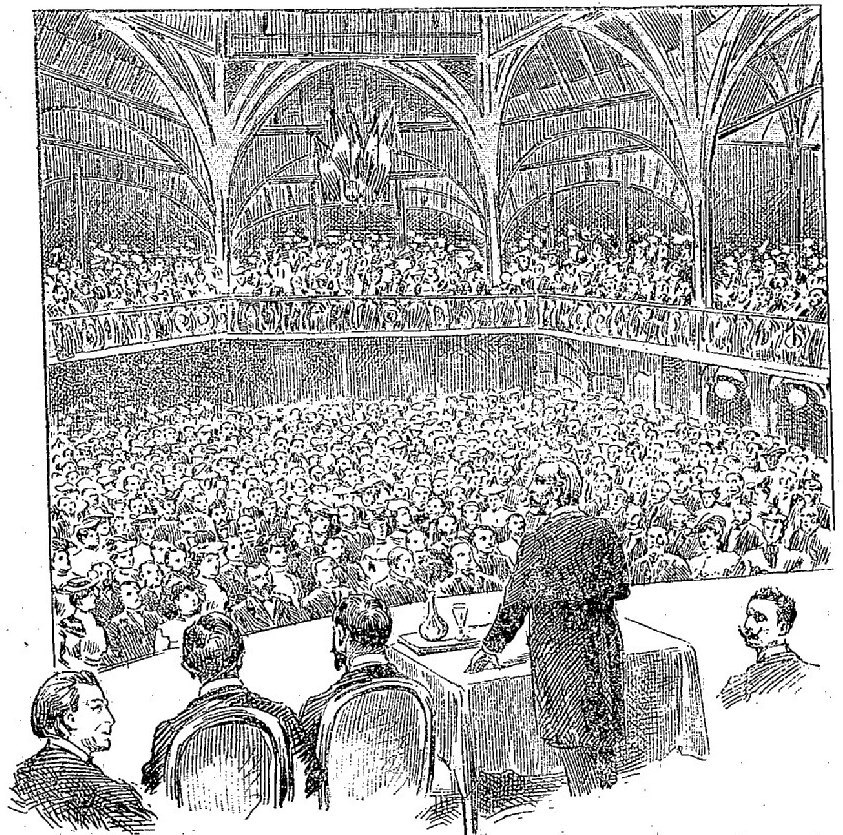
Réunion privée de l'ALP organisée le 21 juin 1903 à la salle Humbert de Romans par la Ligue patriotique des Françaises. Outre Jacques Piou, qui préside la réunion, on reconnaît François Coppée et Joseph Lasies

L'ALP a été fondée en 1902 par Jacques Piou et Albert de Mun, anciens monarchistes ralliés à la République à la demande du pape Léon XIII. L'Action libérale était à l'origine un groupe parlementaire. À la suite de l'Appel aux Français du Comité d'Action libérale, issu de ce groupe parlementaire, du 13 novembre 1901, est fondé un parti politique, avec l'adjonction du terme populaire pour signifier l'élargissement aux Républicains indépendants et éviter l'épithète catholique.
Parti non confessionnel, constitué sur le modèle du Zentrum, l'ALP voulait rassembler tous les « honnêtes gens » et être le creuset voulu par Léon XIII où s'uniraient catholiques et républicains modérés pour soutenir une politique de tolérance et de progrès social. Sa devise résumait son programme : « Liberté pour tous, égalité devant la loi, droit commun, amélioration du sort des travailleurs ».
Les « vieux républicains » y furent cependant peu nombreux, et elle ne réussit pas à regrouper tous les catholiques, boudée par les monarchistes, les démocrates chrétiens et les intransigeants, désireux d'unir plutôt tous les catholiques (y compris les monarchistes) dans un combat de défense avant tout religieuse. En définitive, elle recruta essentiellement chez les catholiques-libéraux (Jacques Piou) et les catholiques sociaux (Albert de Mun).

### À la veille de la Première Guerre mondiale
Après les élections de 1902, elle compte 80 députés, devenant le principal parti d'opposition au Bloc des gauches. Près de la moitié des députés de l'ex-« groupe antisémite » d'Édouard Drumont la rejoignent, dont le marquis de l'Estourbeillon, Jules Galot, Frédéric Rioust de Largentaye, le général Jacquey, Paulin Daudé-Gleize, Joseph Massabuau, Théodore Denis, Henry Ferrette, Joseph Lasies, Lucien Millevoye, Ludovic Gervaize et le marquis de Maussabré. Firmin Faure, qui avait rejoint en 1902 le Comité national anti-juif d'Édouard Drumont, entre également dans le groupe, bien qu'il y soit mal vu. Entre 1902 et 1906, près d'une trentaine de ses députés appartient également au groupe républicain nationaliste présidé par l'antidreyfusard Jacques Marie Eugène Godefroy Cavaignac.
L'Action libérale décide, cependant, d'abandonner l'affaire Dreyfus et de se concentrer sur la défense du catholicisme alors que le ministère Combes poursuit une politique anticléricale affirmée. Ses militants ont pu se montrer polémistes et virulents contre cette politique jugée sectaire et dictatoriale, voulue selon eux par la franc-maçonnerie détestée, sinon par la « judéo-maçonnerie », et parfois, comme Jean Guiraud ont jugé la ligne politique de l'ALP trop tiède et la stratégie électorale faisant la part trop belle aux républicains modérés. Cependant, elle ne se limite pas à cette défense et préconise des réformes politiques (représentation proportionnelle, rédaction d'une constitution « libérale », décentralisation) et sociales (représentation professionnelle). Au nom de ses idéaux chrétiens, elle a fondé en son sein des œuvres sociales : mutualités, cercles d'études, associations professionnelles, etc.
Défendant l'Église au nom de la liberté, la liberté de l'enseignement surtout, contre « l'oppression jacobine et maçonnique », l'ALP se positionna comme un parti de droite républicaine et comptera à ses heures les plus glorieuses 70 députés, 250 000 adhérents cotisants et 2 500 comités répartis dans toute la France mais avant tout à Paris, dans le Nord, à Lyon, en Meurthe-et-Moselle, en Franche-Comté, en Gironde, dans le Var, à Rennes, à Cholet.
L'un de ses vice-présidents, l'industriel du Nord Paul Féron-Vrau, mit en place à partir de 1904 un groupe de presse lié à l'ALP, La Presse régionale, copropriétaire de journaux de province.
Violemment combattu par l'Action française et par des catholiques intransigeants, le mouvement déclina à partir de 1908, quand il perdit en partie le soutien de Rome. L'ALP n'en constitua pas moins jusqu'en 1914 le plus important parti politique de droite.

### Après 1918
Mise en sommeil pendant la guerre, au nom de l'Union sacrée, elle ne conservait plus guère en 1919 que ses cadres mais exerçait une influence morale importante sur l'électorat catholique. En 1919, l'Action libérale populaire décide d'intégrer le Bloc national puis se fait progressivement absorber par la Fédération républicaine et n'a plus d'existence propre à l'issue du second tour des élections législatives de 1919. Elle intègre ensuite, via la Fédération Républicaine, l'Action nationale républicaine en 1922-1923, une coalition éphémère de partis de droite. L'ALP y est représentée par un de ses leaders, le comte Xavier de La Rochefoucauld. Elle cherchera par la suite, mais en vain, à se reconstituer, notamment en 1923 et 1927. Xavier de La Rochefoucauld a présidé de 1924 à 1932 un organisme discret, les « secrétariats de Concorde nationale et sociale », chargés d'assurer la relève de l'ALP, avec l'aide active des journaux du groupe de La Presse régionale de Paul Féron-Vrau et de Jules Dassonville.
Le dernier Bulletin de l'Action libérale paraît le 15 février 1935.
L'ALP aura joué un rôle historique important, intégrant dans la vie politique les catholiques ralliés et en étant le premier parti politique, à droite de l'échiquier, à s'organiser selon une conception « moderne ». Elle a contribué, non sans difficultés et polémiques, au processus qui a conduit à passer de la revendication d'une monarchie chrétienne à la franche acceptation des institutions républicaines.

## Personnalités de l'Action libérale populaire

### Membres du comité directeur en 1902
- Charles Balsan, ancien député[13]

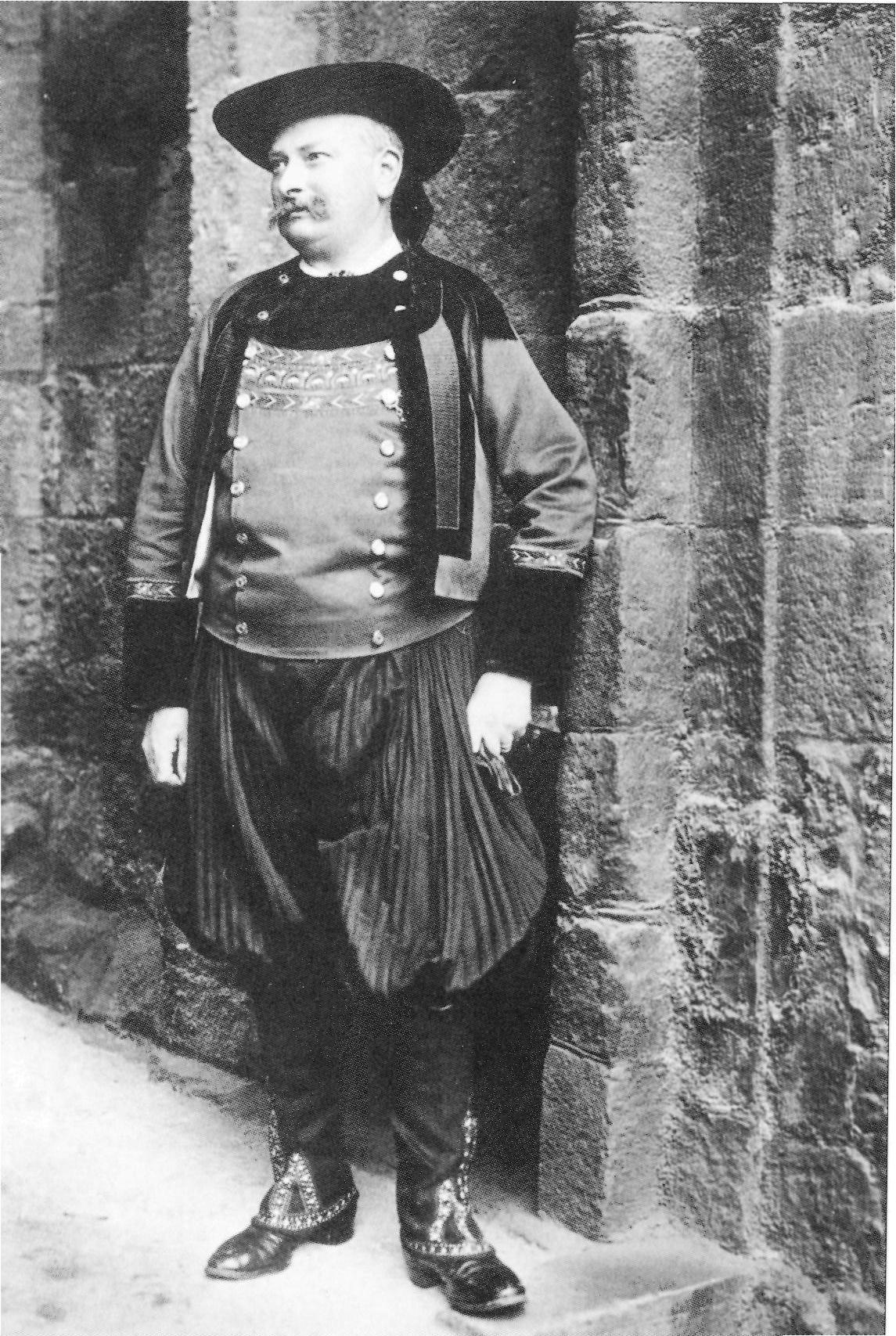
Le marquis de l'Estourbeillon au Celtic Congress of Caernarfon, 1904. Ancien député royaliste du « groupe antisémite » d'Édouard Drumont en 1898, il rallie l'Action libérale avec plusieurs collègues.

- Édouard Barrera, président du comité de Toulon[13]
- Albert de Benoist, député[13]
- André Bernard, délégué de l'ALP, comité de Lille[13]
- Maurice Blanchy, président du comité de Bordeaux[13]
- Léonce de Castelnau, député[13]
- Chesnelong, délégué de l'ALP, comité de Lille[13]
- Amiral de Cuverville, sénateur[13] (plus tard vice-président)
- Jules Dansette, député[13], membre du groupe parlementaire de l'AL en 1914[14]
- De Beaumont, délégué du comité de Bordeaux[13]
- De Bonne, président du comité de Toulouse[13]
- Deniau, délégué du comité de Toulouse[13]
- Jules Desjardins, député[13]
- Ducurtyl, président du comité de Lyon
- Paul Dussaussoy, ancien député
- Régis de L'Estourbeillon, député[13], membre du groupe parlementaire de l'AL en 1914[14]
- Fabre, délégué du comité de Marseille[13]
- Paul Féron-Vrau, correspondant dans la région du Nord[13], industriel, propriétaire de La Croix et président-fondateur du groupe de La Presse régionale
- Hyacinthe de Gailhard-Bancel, député[13], membre du groupe parlementaire de l'AL en 1914[14]
- Victor Gay, ancien député[13]
- Georges de Grandmaison, député[13]
- Henri-Constant Groussau, député[13] (plus tard vice-président, président à la mort de Piou), membre du groupe parlementaire de l'AL en 1914[14]
- Paul Lerolle, député[13]
- Ferri de Ludre, député[13], membre du groupe parlementaire de l'AL en 1914[14]
- Jean Maître, président du comité de Besançon[13], industriel, fondateur de L'Eclair comtois
- Émile de Marcère, sénateur[13]
- Louis de Montfort, sénateur[13]
- Eugène Motas d’Hestreux, président d'honneur du comité de Bordeaux[13]
- Albert de Mun, député (vice-président)[13], membre du groupe parlementaire de l'AL en 1914[14]
- Bertrand de Mun, président du comité de Reims[13]
- Louis Félix Ollivier, député[13]
- Maurice Pain, député[13], membre du groupe parlementaire de l'AL en 1914[14]
- Jacques Piou (président)[13], président du groupe parlementaire de l'AL en 1914[14]
- Jean Plichon, député[13], membre du groupe parlementaire de l'AL en 1914[14]
- Amédée Reille, député (secrétaire)[13]
- Xavier Reille, député[13]
- Rolland, président du comité de Marseille[13]
- Colonel de Saint-Laurent, président du comité du Mans[13]
- Henry Savary de Beauregard, député[13]
- Henri Tailliandier, député[13]

### Autres personnalités
- duc d'Estissac, vice-président
- Joseph Antier, député de la Haute-Loire, président de l'ALP du Puy-en-Velay.
- Bernard Augé, député, membre du groupe parlementaire de l'AL en 1914[14]
- Henri Bazire, ancien président de l'ACJF, orateur du parti
- Claude Cochin, député, membre du groupe parlementaire de l'AL en 1914[14]
- Denys Cochin
- Adrien Constans, député, membre du groupe parlementaire de l'AL en 1914[14]
- Joseph Denais, député, membre du groupe parlementaire de l'AL en 1914[14]
- Émile Driant, député, membre du groupe parlementaire de l'AL en 1914[14]
- Maurice Dutreil, député, membre du groupe parlementaire de l'AL en 1914[14]
- Fernand Engerand, député, membre du groupe parlementaire de l'AL en 1914[14]
- Hippolyte Gayraud, dit l'Abbé Gayraud, député du Finistère
- Paul Glotin, membre du comité directeur, président du comité de Bordeaux et du Sud-Ouest et fondateur du quotidien La Liberté du Sud-Ouest
- Léon Guichenné, député, membre du groupe parlementaire de l'AL en 1914[14]
- Jean Guilloteaux
- Jean Guiraud, président de l'ALP du Doubs
- Camille Guyot de Villeneuve, député
- Louis Hébert
- Emmanuel de Las Cases, sénateur
- Ernest Lamy, député, membre du groupe parlementaire de l'AL en 1914[14]
- Joseph Lasies, député
- Jean Lerolle, député, membre du groupe parlementaire de l'AL en 1914[14]
- Joseph L'Hopital, journaliste et écrivain
- Armand de Mackau, député, membre du groupe parlementaire de l'AL en 1914[14]
- Joseph Ménard, député, rédacteur à La Croix et La Libre Parole
- Jules de Montalembert, député du Nord
- François Pichat, député de l'Isère
- Robert de Pomereu, député, membre du groupe parlementaire de l'AL en 1914[14]
- André Porteu de la Morandière, député, membre du groupe parlementaire de l'AL en 1914[14]
- Xavier de La Rochefoucauld
- Victor Rochereau, député, membre du groupe parlementaire de l'AL en 1914[14]

## Sources

### Témoignages et sources primaires
- Félix Fénéon,  Nouvelles en trois lignes, 1906, éditeur Libella, collection Libretto, 162 p. , Paris, 2019  (ISBN 978-2-36914-446-5), p.142.
- Jacques Piou, Le ralliement, son histoire, Spes, 1928
- Jacques Piou, « L'Action libérale populaire », La Revue hebdomadaire, 1910
- Eugène Flornoy : La lutte par l'association : l'Action libérale populaire, 1907
- « Autour des vieux partis : l'Action libérale populaire », La Renaissance, 23 décembre 1916
- Almanach de l'Action libérale populaire, 1903 : présentation et composition du comité directeur
- Action libérale populaire. Congrès de Bordeaux de novembre 1907
- Action libérale populaire. Congrès de Paris de décembre 1908
- Action libérale populaire. Congrès de Paris de décembre 1909